# Strictly Business
Strictly Business é o álbum de estréia do grupo de hip hop norte-americano EPMD, lançado em 7 de Junho de 1988 pela Fresh/Sleeping Bag Records através do mundo e BCM Records na Alemanha. O álbum chegou ao número 80 da Billboard 200 logo após o lançamento, e ganhou a certificação de ouro da RIAA em 9 de Novembro de 1988, cinco meses após o lançamento. Em adição, Strictly Business recebeu muitas críticas positivas desde o lançamento e é visto como uma obra-prima do hip hop.
O álbum é conhecido pelas suas canções de festas e pelo uso pesado de samples de funk e rock em sua produção. Não há rappers ou produtores convidados no álbum exceto por DJ K La Boss. O álbum é dividido faixa por faixa pelo grupo no livro de Brian Coleman, Check the Technique.

## Recepção

### Inicialmente
Strictly Business chegou a 80ª posição da Billboard 200 e a 1ª posição da Top R&B/Hip-Hop Albums. Do seus quatro singles, três chegaram as paradas britânicas e dois chegaram a Hot R&B/Hip-Hop Songs dos EUA. Apesar de nenhum single ter chegado a Billboard Hot 100, o álbum conseguiu vender bem, chegando ao disco de ouro cinco meses depois do lançamento. As críticas iniciais do álbum foram fortes, com Allmusic dando-o o ranking de cinco estrelas e chamando-o de "simplesmente incrível". A revista The Source deu ao álbum a nota de 5 microfones fazendo dele um dos únicos 43 a terem recebido essa nota. Robert Christgau deu ao álbum a nota A- logo após seu lançamento. Strictly Business também apareceu em várias listas dos "melhores de 1988". A revista The Face o ranqueou como o terceiro melhor álbum do ano, e ranqueou a faixa-título como o 25º melhor sinlge do ano. A revista Sounds julgou o álbum para ser o 50º melhor álbum do ano, enquanto Spex o ranqueou como o 8º melhor.

### Retrospecto
Anos após seu lançamento, Strictly Business tem continuado a atrair sucesso da crítica. Em 1994, a revista Pop selecionou um elogio para o "Paid in Full" de Eric B. & Rakim na sua lista dos 100 melhores do mundo Álbuns + 300 Complementos. Em 1998, foi escolhido pela revista The Source um dos cem melhores de todos os tempos no rap e também incluiu dois de seus singles na sua lista dos melhores 100 Singles de rap. Em 1999, foi julgado para ser o quarto melhor álbum de hip hop de 1988 pela Ego Trip. Em 2001, Dance de Lux ranqueou Strictly Business como o 11º melhor disco de rap de todos os tempos. Em 2003, foi colocado na lista dos 500 CDs que você deve comprar antes de você morrer da revista Blender e foi escolhido pela revista Rolling Stone como o 459° na lista dos melhores álbum de todos os tempos. Em adição, a Rolling Stone, que originalmente deu ao álbum uma uma nota de três estrelas e meia de cinco, deu ao álbum cinco estrelas de cinco em 2004. Críticas feitas mais tarde pela Spin (1995), a Virgin Encyclopedia of Popular Music (2002), Martin C. Strong (2004) e Sputnikmusic (2006) deram respectivamente ao álbum uma nota 9, uma nota de 4 estrelas, uma nota de cinco estrelas e uma nota 7.

## Faixas
Todas as música produzidas por EPMD
| #  | Título                  | Cantor(es)               | Sample(s) | Duração |
| -- | ----------------------- | ------------------------ | --- | ------- |
| 1  | "Strictly Business"     | EPMD                     | - "Jungle Boogie" by Kool & the Gang - "I Shot the Sheriff" by Eric Clapton - "Long Red" by Mountain - "It's My Thing" by EPMD                                                                   | 4:47    |
| 2  | "I'm Housin"            | EPMD                     | - "Rock Steady" by Aretha Franklin - "It's My Thing" by EPMD | 4:01    |
| 3  | "Let the Funk Flow"     | EPMD                     | - "Nobody Knows You (When You're Down and Out)" by Otis Redding - "(It's Not the Express) It's the J.B.'s Monaurail" by the J.B.'s - "Slow & Low" by Beastie Boys                                | 4:16    |
| 4  | "You Gots to Chill"     | EPMD                     | - "Jungle Boogie" by Kool & the Gang - "More Bounce to the Ounce" by Zapp | 4:26    |
| 5  | "It's My Thing"         | EPMD                     | - "Different Strokes" by Syl Johnson - "Seven Minutes of Funk" by Tyrone Thomas and the Whole Darn Family - "It's My Thing" by Marva Whitney - "Long Red" by Mountain - "The Wall" by Pink Floyd | 5:45    |
| 6  | "You're a Customer"     | EPMD                     | - "Jungle Boogie" by Kool & the Gang - "Fly Like an Eagle" by Steve Miller Band - "Cheap Sunglasses" by ZZ Top (interpolation)                                                                   | 5:28    |
| 7  | "The Steve Martin"      | EPMD                     | - "Let Me Come on Home" by Otis Redding - "Pee-Wee's Dance" by Joeski Love | 4:44    |
| 8  | "Get Off the Bandwagon" | EPMD                     | - "Fly Like an Eagle" by Steve Miller Band | 4:25    |
| 9  | "D.J. K La Boss"        | DJ K La Boss (Scratches) | - "The Mood" by Kashif - "Take the Money and Run" by Steve Miller Band - "Cuttin' It Up" by L.T.D.                                                                                               | 4:31    |
| 10 | "Jane"                  | EPMD                     | - "Mary Jane" by Rick James - "Papa Was Too (Live)" by Joe Tex | 2:59    |

## Créditos
- Erick Sermon – rapper, producer, writer
- Parish Smith – rapper, producer, writer
- DJ K La Boss – DJ (scratching)
- Jim Foley – engineer
- Charlie Marotta – engineer
- John Poppo – engineer
- Al Watts – engineer
- Gordon Davies – assistant engineer
- Rich Rahner – assistant engineer
- Herb Powers Jr. – mastering engineer
- Janette Beckman – photographer
- Eric Haze – artist (cover art)
- Susan Huyser – designer (album artwork)

## Lançamentos
| Região         | Data                    | Gravadora                  | Formato  | Catálogo                   |
| -------------- | ----------------------- | -------------------------- | -------- | -------------------------- |
| Alemanha       | 1988                    | BCM Records                | Vinyl LP | B.C. 33-2125-43            |
| Alemanha       | 1988                    | BCM Records                | CD       | CD 076-555722              |
| Alemanha       | 1988                    | BCM Records                | CD       | B.C. 50-2125-46            |
| Reino Unido    | 1988                    | Sleeping Bag Records       | Vinyl LP | SBUKLP 1                   |
| Estados Unidos | 7 de Junho de 1988      | Fresh/Sleeping Bag Records | Vinyl LP | LPRE-6                     |
| Estados Unidos | 7 de Junho de 1988      | Fresh/Sleeping Bag Records | Cassette | CSRE-6                     |
| Estados Unidos | 7 de Junho de 1988      | Fresh/Sleeping Bag Records | CD       | CDRE-6                     |
| Estados Unidos | 1 de Julho de 1991      | Priority/EMI Records       | CD       | 0499 2 57135 2 7/P2-57135  |
| Estados Unidos | 1 de Julho de 1991      | Priority/EMI Records       | Cassette | 0499 2 57135 4 1/P4-57135  |
| Mundo          | 23 de Fevereiro de 2010 | Priority/EMI Records       | CD       | 50999 6 26869 2 1/P2-26869 |

## Desempenho nas paradas

### Álbum
| Parada (1988)                 | Posição topo |
| ----------------------------- | ------------ |
| E.U.A. Billboard 200          | 80           |
| E.U.A. Top R&B/Hip Hop Albums | 1            |

### Singles
| Canção              | Parada (1987)                | Posição topo |
| ------------------- | ---------------------------- | ------------ |
| "It's My Thing"     | UK Singles Chart             | 97           |
| Cançao              | Parada (1988)                | Posição topo |
| "Strictly Business" | E.U.A. Hot R&B/Hip-Hop Songs | 29           |
| "Strictly Business" | UK Singles Chart             | 90           |
| "You Gots to Chill" | E.U.A. Hot R&B/Hip-Hop Songs | 22           |
| Canção              | Parada (1989)                | Posição topo |
| "I'm Housin'"       | UK Singles Chart             | 89           |